# Feld des Jammers

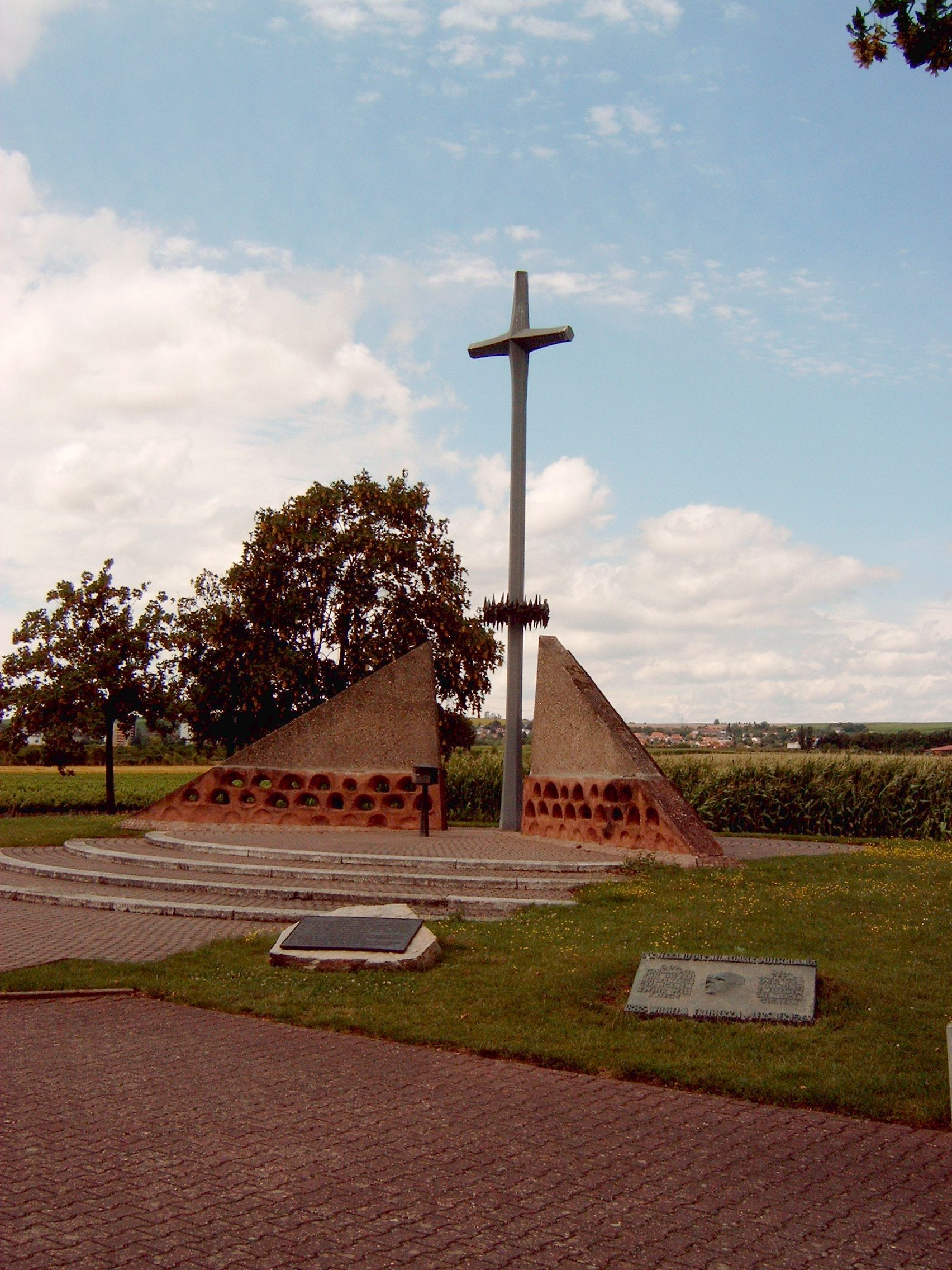
Herinneringsmonument

Met het Feld des Jammers (Nederlands: Veld van Ellende) wordt een voormalig krijgsgevangenenkamp tussen de plaatsen Winzenheim en Bretzenheim in de buurt van Bad Kreuznach bedoeld. Het kamp behoorde tot de groep van Rheinwiesenlager en huisvestte in de nadagen van de Tweede Wereldoorlog en na de Duitse capitulatie honderdduizenden gevangen onder erbarmelijke omstandigheden. 
In een aparte sectie werden leden van de Waffen-SS ondergebracht.

## Geschiedenis

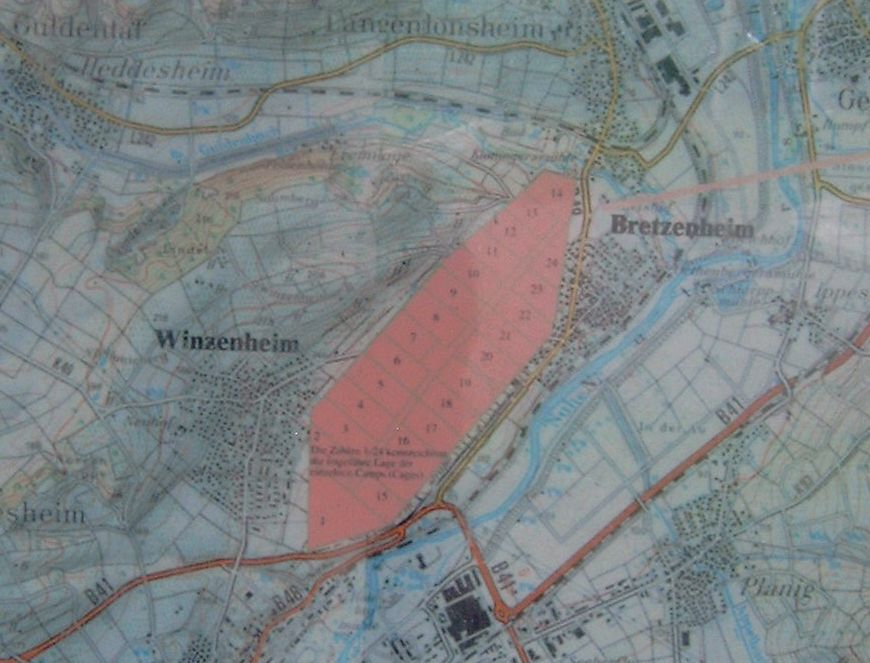
Kaart van het Veld van Ellende

Op 2 april 1945 begonnen de Amerikaanse strijdkrachten met de bouw van het kamp. Van de plaatsen Guldenbach naar Bretzenheim langs de straatweg tot aan Rothlay, vervolgens omhoog tot voor Winzenheim, en van daar parallel aan de lager gelegen kampgrens terug naar Guldenbach, werd een drie meter hoog hek van prikkeldraad geplaatst. Het omzoomde land was circa 210 ha. groot, werd verdeeld in 24 zogenaamde cages (kooien) en kende aanvankelijk geen voorzieningen.
De eerste gevangenen kwam op 27 april 1945 aan en op de dag van de Duitse capitulatie, 5 mei 1945, bevonden zich achter het prikkeldraad reeds 62.000 gevangenen, terwijl de capaciteit op 45.000 gevangenen was berekend. Tot 8 mei 1945 werd de opvangcapaciteit tot op 100.000 verhoogd, terwijl er intussen 92.000 gevangenen waren, waaronder 1.000 vrouwen. Ook deze grens werd al snel overschreden en op 8 mei 1945 verbleven er 103.000 gevangenen.
Vanaf 15 mei 1945 werden de eerste veldkeukens ingericht en kwamen er tenten voor de vrouwen. De gevangen raakten door honger verzwakt, leefden op de grond, hadden geen enkele bescherming tegen de weersomstandigheden en konden geen gebruik maken van sanitaire voorzieningen noch van medische verzorging, Als gevolg hiervan kwam het gedurende de eerste maanden tot talrijke sterfgevallen.
Op 10 juli 1945 namen de Franse strijdkrachten de leiding van het kamp met nu 17.200 gevangen over. De Fransen stonden toe dat er drie veldkeukens per 1.000 gevangenen werden geplaatst. Ook werden tot 26 september 1945 de gevangenen in tenten ondergebracht. Het kamp werd in oktober 1945 als Depot de Transit Nr. 1 (doorgangskamp) omschreven.
Tegen het einde van 1945 verbeterden de omstandigheden in het kamp. Er werden barakken en een kerk gebouwd, het kampoppervlak werd verkleind en de kampbewoners richtten een muziek-, variété- en theatergroep op: Die Optimisten. Tussen de barakken en kamphekken werden in het voorjaar 1946 aardappelen en groenten verbouwd om zo de voedselvoorziening te verbeteren. Ook werd er door de gevangenen initiatieven ontplooid om cursussen te volgen. In de herfst van 1946 werd er in het kamp zelfs een tentoonstelling met verkoop van handwerk voor de lokale bevolking georganiseerd. Vanuit het treinstation Bretzenheim werd in de winter van 1946-1947 een spoorlijn aangelegd naar het kamp voor het transport van goederen en het vervoer van ernstig zieken en mensen die slecht ter been waren.

## Sluiting
De poort van het kamp Bretzenheim werd op 31 december 1948 voorgoed gesloten. In de jaren van het bestaan brachten honderdduizenden krijgsgevangenen hier enige tijd door, om vervolgens naar huis te worden gestuurd of naar Frankrijk om er dwangarbeid te verrichten. Een aantal gevangenen overleefde door ontberingen het verblijf in het kamp niet. Exacte aantallen zijn niet meer te achterhalen.
De definitieve teruggave van de gecultiveerde grond aan de rechtmatige eigenaren volgde op 1 april 1950.

## Monument

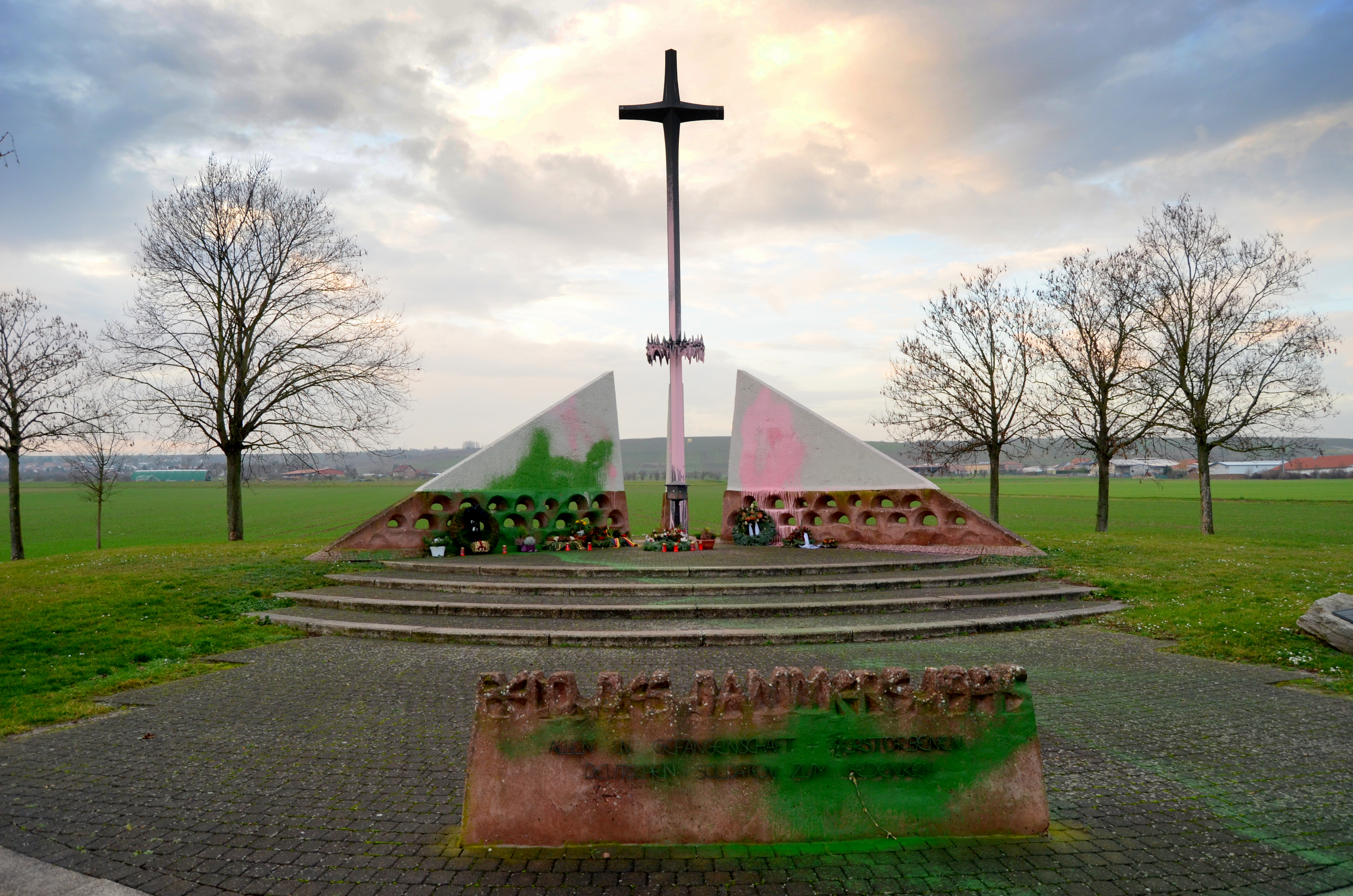
Monument uit 1966 voor de slachtoffers van het Kamp Bretzenheim bij Bad Kreuznach. Het monument werd in november 2015 beklad door onbekenden.

Sinds oktober 1966 herinnert een monument aan het lijden van de mensen in het kamp. De oprichting van het monument was een initiatief van de priester Max Dellman, die al sinds maart 1964 geld inzamelde voor dit doel. Het huidige monument verving bij de inhuldiging destijds een eenvoudig houten kruis.
Onbekenden bekladden in november 2015 het monument met verf.

## Documentatiecentrum
In het oude raadhuis van Bretzenheim aan de Große Straße 12 heeft de gemeente een documentatiecentrum ingericht. Hier bevindt zich een omvangrijke collectie van dagboeken, tekeningen, foto's, vondsten en films over het kamp. De toegang is gratis.